# .ga

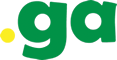

.ga는 가봉의 인터넷 국가 코드 최상위 도메인이다.

## 2차 도메인 이름
2차 도메인 이름은 다음과 같다.
- .md.ga – 상표
- .presse.ga – 언론
- .gouv.ga 또는 .go.ga – 정부
- .org.ga 또는 .or.ga – 국제 단체
- .com.ga 또는 .co.ga – 상업 단체
- .edu.ga, .ed.ga, ac.ga, 또는 univ.ga – 학교, 대학교, 학술
- .net.ga – 네트워크 관련 기관
- .aéroport.ga – 항공
- .int≤.ga – 국제 단체